# واندا د خسوس
واندا د خسوس (اسپانیایی: Wanda De Jesus‎؛ زادهٔ ۲۶ اوت ۱۹۵۸) یک هنرپیشه اهل ایالات متحده آمریکا است.

## بخشی از فیلمشناسی
| سال  | عنوان       | نقش              | یادداشت |
| ---- | ----------- | ---------------- | ------- |
| ۱۹۹۰ | مرکز شهر    | Luisa Diaz       |         |
| ۱۹۹۰ | پلیس آهنی ۲ | Estevez          |         |
| ۱۹۹۹ | بی‌عیب       | Karen            |         |
| ۲۰۰۱ | ارواح مریخ  | Akooshay         |         |
| ۲۰۰۲ | کار خون     | Graciella Rivers |         |